# Södra Gåsamossegölen
Södra Gåsamossegölen är en sjö i Lessebo kommun i Småland och ingår i Lyckebyåns huvudavrinningsområde. Sjön har en area på 0,0674 kvadratkilometer och ligger 137,2 meter över havet.

## Delavrinningsområde
Södra Gåsamossegölen ingår i det delavrinningsområde (628165-147411) som SMHI kallar för Inloppet i Löften. Medelhöjden är 147 meter över havet och ytan är 23 kvadratkilometer. Räknas de 3 avrinningsområdena uppströms in blir den ackumulerade arean 62,6 kvadratkilometer. Linneforsån som avvattnar avrinningsområdet har biflödesordning 2, vilket innebär att vattnet flödar genom totalt 2 vattendrag innan det når havet efter 77 kilometer. Avrinningsområdet består mestadels av skog (71 %) och öppen mark (11 %). Avrinningsområdet har 0,4 kvadratkilometer vattenytor vilket ger det en sjöprocent på 1,8 %. Bebyggelsen i området täcker en yta av 0,4 kvadratkilometer eller 2 % av avrinningsområdet.